# Sultanat de Sennar
1504–1821
Entités précédentes :
- Peuple Funj
- Makurie
- Alodie

Entités suivantes :
- Égypte ottomane
- Khédivat d'Égypte

Le sultanat (des) Funj de Sennar était un sultanat se situant au nord de l’actuel Soudan, nommé Funj d'après le groupe ethnique de cette dynastie ou Sennar d'après sa capitale, Sannar, qui régna sur une aire conséquente du Nord-Est de l'Afrique entre 1504 et 1821.
Le sultanat du Funj, également connu sous le nom de Funjistan, sultanat de Sennar (d'après sa capitale Sannar), ou sultanat bleu, en raison de la convention traditionnelle soudanaise qui consiste à désigner les personnes noires par le terme « bleu » (arabe : السلطنة الزرقاء, romanisé : al-Sulṭanah al-Zarqāʼ), était une monarchie située dans ce qui est aujourd'hui le Soudan, le nord-ouest de l'Érythrée et l'ouest de l'Éthiopie. Fondée en 1504 par le peuple Funj, elle se convertit à l'islam, bien que cette adhésion ne soit que nominale. Jusqu'à ce qu'un islam plus orthodoxe s'impose au XVIIIe siècle, l'État est resté un « empire africain à façade musulmane ». Il a atteint son apogée à la fin du XVIIe siècle, mais a décliné et s'est finalement effondré aux XVIIIe et XIXe siècles. En 1821, le dernier sultan, dont le pouvoir est considérablement réduit, se rend sans combattre à l'invasion égyptienne-ottomane.

## Histoire

### Origine
La Nubie chrétienne, représentée par les deux royaumes médiévaux de Makurie et d'Alodie, commence à décliner à partir du XIIe siècle. En 1365, la Makourie s'est pratiquement effondrée et est réduite à un petit royaume limité à la Basse-Nubie, avant de disparaître environ 150 ans plus tard. Le sort d'Alodie est moins clair. Il a été suggéré qu'elle s'est effondré dès le XIIe siècle ou peu après, car l'archéologie révèle qu'à cette époque, Soba a cessé d'être utilisée comme capitale.  Au XIIIe siècle, le Soudan central semble s'être désintégré en divers petits États. Entre les XIVe et XVe siècles, le Soudan est envahi par des tribus bédouines.
Au XIVe siècle un commerçant musulman du Funj, al-Hajj Faraj al-Funi, participe au commerce de la mer Rouge. Selon les traditions orales, les Dinka, qui remontent le Nil blanc et le Nil bleu depuis la désintégration de l'Alodie au XIIIe siècle entrent en conflit avec les Funj, que les Dinka vainquent. À la fin du XVe  et au début XVIe siècle, les Shilluk arrivent à la jonction du Sobat et du Nil blanc, où ils rencontrent un peuple sédentaire que les traditions shilluk appellent « Apfuny »,« Obwongo et/ou « Dongo », un peuple  assimilé au Funj. Considéré comme plus sophistiqué que les Shilluk, il est vaincu dans une série de guerres brutales et est soit assimilé, soit repoussé vers le nord . La propagande anti-Funj de la dernière période du royaume qualifie les Funj de « païens du Nil blanc » et de « barbares » originaires des « marécages primitifs du sud ».
Au XVe siècle, la partie de la Nubie autrefois contrôlée par la Makurie chrétienne monophysite (copte), aujourd'hui située en Égypte et dans l'extrême nord du Soudan, abritait un certain nombre de petits États et était soumise à de fréquentes incursions des nomades islamisés du désert, notamment les Beja. Ces invasions conduisirent beaucoup de ces nations à leur perte, ce processus s'accélérant à la fin du XVe siècle. La situation en Alodie est bien moins connue, mais il semble aussi que l'état chrétien s'y soit effondré. La zone fut unifiée par le musulman Abdallah Jamma,.
L'empire naissant d'Abdallah ne fut toutefois qu'éphémère. En effet, moins d'une décennie après son établissement dans l'actuel Soudan, celui-ci fut défait lors d'un conflit l'opposant au peuple Funj, qui venait pour sa part d'être chassé de ses terres originelles (situées plus au Sud) par le peuple Shillak. Sous la direction d'Amara Dunqas, les Funj (peuple copte) se sédentarisèrent dans les terres nouvellement conquises et établirent un nouveau royaume en 1504. Parallèlement à une lente montée en puissance, la dynastie Funj se convertit à l'Islam en 1523, adoptant le nom « dynastique d'Abdallah ».
Sennar, ex-capitale d'Abdallah, devint la capitale du nouvel État. Avantageusement située au carrefour de nombreuses routes commerciales, la ville devint rapidement l'un des plus importants centres de commerce de Nubie. Elle occupa même une position quasi monopolistique dans la traite des esclaves dans la région, et ce pendant près de deux siècles. La prospérité économique induite par cette position stratégique fut utilisée à des fins d'expansion par les ambitieux souverains Funj. Ainsi, furent successivement annexés les Gezira, les Butana et les Bayuda. Les Shillak eux-mêmes durent rendre hommage aux souverains Funj à partir de la fin du XVIIe siècle.
Cette période marqua l'apogée de la dynastie, dont le territoire s'étendait des mines d'or d'Abyssinie aux confins sud de l'Égypte ancienne. En revanche, le XVIIIe siècle marqua un lent déclin, miné par des conflits internes et la convoitise ottomane sur le commerce d'esclaves. Les Ottomans prirent Sennar en 1821, avant que l'entité Funj ne fût inféodée à l'Égypte en 1841.

### Menace ottomane et révolte d'Ajib

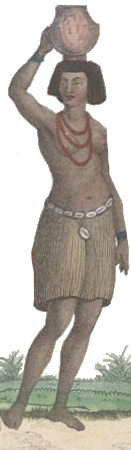
Une jeune femme de Sennar

En 1523, le royaume est visité par le voyageur juif David Reubeni, qui se déguise en sharif. « Le sultan Amara Dunqas voyage continuellement à travers son royaume » écrit Reubeni. Lui qui « régnait sur les Noirs et les Blancs » entre la région située au sud du confluent du Nil et celle située au nord de Dongola, possédait de grands troupeaux de divers types d'animaux et commandait de nombreux capitaines à cheval. Deux ans plus tard, l'amiral ottoman Selman Reis (en) mentionne Amara Dunqas et son royaume, qu'il qualifie « de faible et facilement conquérable ». Il indique également qu'Amara paie un tribut annuel de 9 000 chameaux à l'Empire éthiopien. Un an plus tard, les Ottomans occupent Sawakin, qui était auparavant associé à Sennar. Il semble que pour contrer l'expansion ottomane dans la région de la mer Rouge, le Funj se soit engagé dans une alliance avec l'Éthiopie. Outre les chameaux, le Funj est connu pour avoir exporté des chevaux vers l'Éthiopie, qui ont ensuite été utilisés dans la guerre contre les musulmans de Zeila et plus tard, lorsqu'ils ont tenté d'étendre leurs domaines en Éthiopie, contre les Ottomans.
Avant que les Ottomans ne prennent pied en Éthiopie, en 1555, Özdemir Pacha est nommé beylerbey du  Habesh Eyalet. Il tente de remonter le Nil pour conquérir le Funj, mais ses troupes se révoltent à l'approche de la première cataracte du Nil. Jusqu'en 1570, cependant, les Ottomans s'établissent à Qasr Ibrim en Basse-Nubie, probablement pour protéger la Haute-Égypte de l'agression du Funj.  Quatorze ans plus tard, ils poussent jusqu'à la troisième cataracte du Nil et tentent de conquérir Dongola, mais, en 1585, ils sont écrasés par le Funj à la bataille de Hannik. Par la suite, le champ de bataille, situé juste au sud de la troisième cataracte du Nil, marquera la frontière entre les deux royaumes. À la fin du XVIe siècle  le Funj se rapproche du Habesh Eyalet et conquiert le nord-ouest de l'Érythrée. Les Ottomans abandonnent leur politique d'expansion, faute d'avoir progressé à la fois contre le sultanat du Funj et contre l'Éthiopie. [Ainsi, à partir des années 1590, la menace ottomane disparaît, rendant inutile l'alliance entre le Funj et l'Éthiopie, et les relations entre les deux États sont sur le point de se transformer en une hostilité ouverte. En 1597, cependant, les relations sont encore qualifiées d'amicales, le commerce étant florissant.
Entre-temps, le règne du sultan Dakin du Sennar (1568-1585) a vu la montée en puissance d'Ajib, un roi mineur du nord de la Nubie. Lorsque Dakin revient d'une campagne ratée dans les régions frontalières entre l'Éthiopie et le Soudan, Ajib a acquis suffisamment de pouvoir pour demander et obtenir une plus grande autonomie politique. Quelques années plus tard, il contraint le sultan Tayyib à épouser sa fille, faisant ainsi de Tayyib et de son fils et successeur, Unsa, ses vassaux. Unsa est finalement déposé en 1603/1604 par Abd al-Qadir II, ce qui incite Ajib à envahir le cœur même du Funj. Ses armées repoussent le roi du Funj vers le sud-est. Ajib règne alors sur un empire qui s'étend de Dongola à l'Éthiopie. Abd el-Qadir II, finalement déposé en décembre 1606, s'enfuit en Éthiopie et se soumet à l'empereur Susenyos, ce qui permet à ce dernier d'intervenir dans les affaires du sultanat, mais le nouveau sultan du Funj, Adlan Ier, parvient à renverser le cours de la guerre contre Ajib, qu'il finit par tuer en 1611 ou 1612. Alors qu'il chasse les restes de l'armée d'Ajib vers le nord, Adlan II est lui-même déposé et remplacé par un fils de l'ancien sultan Abd al-Qadir II, Badi I. Il signe un traité de paix avec les fils d'Ajib, acceptant de diviser l'État du Funj. Les successeurs d'Ajib, les Abdallab, recevraient tout ce qui se trouve au nord du confluent du Nil Bleu et du Nil Blanc, qu'ils gouverneraient en tant que rois vassaux de Sennar. Les Funj perdent ainsi le contrôle direct d'une grande partie de leur royaume.
En 1618-1619, Bahr Negash Gebre Mariam, souverain du Medri Bahri, aide l'empereur Susneyos dans une campagne militaire contre le sultanat de Sennar. L'empereur Susneyos envoie le Bahr Gebre attaquer le royaume Mandara dont la reine, Fatima, contrôle une route caravanière stratégique depuis Suakin. Le Bahr Negash réussit à capturer la reine Fatima, qu'il envoie au palais de l'empereur Susneyos à Danqaz ( Gorgora ) et elle renouvela sa soumission à l'Empire éthiopien.

### Apogée duXVIIesiècle
La soumission d'Abd al-Qadir II à l'empereur d'Éthiopie et la possibilité d'une invasion conséquente restent un problème pour les sultans du Funj. Adlan Ier était apparemment trop faible pour faire quelque chose contre cette situation, mais Badi Ier a pu prendre les choses en main. Un riche cadeau de Susenyos, qu'il a peut-être envoyé en pensant que les successeurs d'Abd al-Qadir II honoreraient la soumission de ce dernier, a été rudement répondu par deux chevaux boiteux et les premiers raids sur les postes éthiopiens. Susenyos, occupé ailleurs, ne répondra pas à cet acte d'agression jusqu'en 1617, lorsqu'il a fait un raid sur plusieurs provinces du Funj. Ces raids dégénèrent finalement en une véritable guerre en 1618 et 1619, entraînant la dévastation de nombreuses provinces orientales du Funj.Une bataille rangée est également livrée, revendiquée par les sources éthiopiennes comme une victoire, bien que cela soit mis en doute par le fait que les troupes éthiopiennes se soient retirées immédiatement après. Après la guerre, les deux pays restent en paix pendant plus d'un siècle.
Le sultan du Funj qui règne pendant la guerre, Rabat Ier, est le premier d'une série de trois monarques sous lesquels le sultanat entre dans une période de prospérité, d'expansion et de contacts accrus avec le monde extérieur, mais il est également confronté à plusieurs nouveaux problèmes.
Au XVIIe siècle, les Shilluk et les Sennar sont contraints de conclure une alliance pour lutter contre la puissance croissante des Dinka. Après que l'alliance ait fait long feu, le sultan Badi II occupe en 1650 la moitié nord du royaume shilluk.

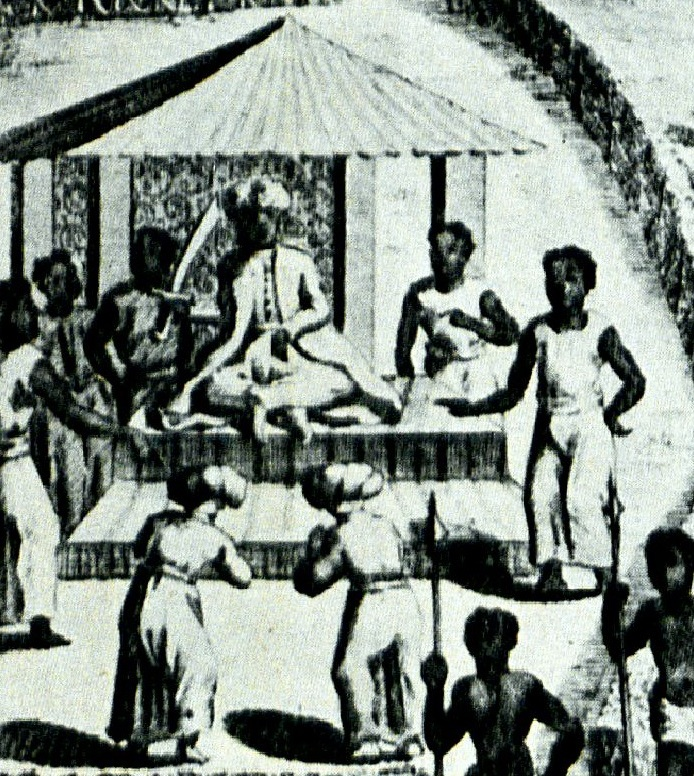
Représentation contemporaine, romancée, du sultan Badi III recevant Theodor Krump. Plus de 100 ans plus tard, un témoin oculaire décrit Badi VII, le dernier roi du Funj, comme portant une robe, une tunique et un bonnet à cornes d'un riche tissu indien. Il montait un cheval dont le harnais était décoré d'or et d'argent et dont le panache était fait de plumes d'autruche.

### Déclin
Le Sennar était à son apogée à la fin du XVIIe siècle, mais au cours du XVIIIe siècle, il a commencé à décliner à mesure que le pouvoir de la monarchie s'érodait.
Vers 1718, la dynastie précédente, les Unsab, est renversée par un coup d'État et remplacée par Nul de Sennar, qui, bien que lié au précédent sultan, fonde une dynastie.
En 1741 et 1743, le jeune empereur éthiopien Iyasu II mène ses premiers raids vers l'ouest, tentant d'acquérir une renommée militaire. En mars 1744, il rassemble une armée de30 000 à 100 000 hommes pour une nouvelle expédition qui se transforme  en guerre de conquête. Sur les rives du fleuve Dinder, les deux États se livrent une bataille rangée, qui tourne à l'avantage du Sennar. Iyasu II, note le voyageur James Bruce, pille et fait son retour en Éthiopie, ce qui lui permet d'afficher sa campagne comme un succès. Pendant ce temps, Badi IV repousse l'invasion éthiopienne, ce qui fait de lui un héros.  Les hostilités entre les deux États se poursuivent jusqu'à la fin du règne d'Iyasu II en 1755, et les tensions causées par cette guerre sont encore présentes en 1773. Cependant, le commerce reprend après le conflit, bien qu'à une échelle réduite.
La victoire de Badi sur les Éthiopiens a renforcé son pouvoir ; en 1743/1744, il a fait exécuter son vizir et avoir pris les rênes du pouvoir. il a tenté de créer une nouvelle base de pouvoir en purgeant le clan dirigeant précédent, en dépouillant la noblesse de ses terres et en donnant le pouvoir à des personnages de la périphérie occidentale et méridionale de son royaume. L'un de ceux-ci est Muhammad Abu Likayik, un Hamaj (terme générique soudanais appliqué aux populations pré-Funj, non arabes ou semi-arabes des régions frontalières du Gezira et de l'Éthiopie-Soudan) de l'est de Fazughli, qui se voit accorder des terres au sud de Sennar en 1747/1748. Commandant de cavalerie, il est chargé de pacifier le Kordofan, devenu un champ de bataille entre les Funj et les Musabb'at, réfugiés du sultanat du Darfour. Les Fur ont le dessus jusqu'en 1755, date à laquelle Abu Likayik parvient à envahir le Kordofan et à en faire sa nouvelle base de pouvoir. Entre-temps, le sultan Badi devient impopulaire en raison de ses mesures répressives. Abu Likayik est convaincu par des nobles mécontents du Funj  de marcher sur la capitale. En 1760/1761, il atteint Alays sur le Nil blanc, où se tient un conseil au cours duquel Badi est officiellement déposé. Il assiège Sennar, où il entre le 27 mars 1762. Badi s'enfuit en Éthiopie et est assassiné en 1763. C'est ainsi que débute la régence Hamaj, où les monarques du Funj deviennent les marionnettes du Hamaj.
La fin du XVIIIe siècle est marquée par une désintégration de l'État du Funj. En 1785/176, le sultanat de Fur conquiert le Kordofan, qu'il parvient à conserver jusqu'à l'invasion turco-égyptienne de 1821. Dans la seconde moitié du XVIIIe siècle, le Sennar perd le Tigre, dans l'actuelle Érythrée, au profit du naib (député) de Massawa, tandis qu'après 1791, le Taka, autour de la rivière soudanaise Mareb, devient indépendant.
Après 1802, l'autorité du sultanat est définitivement limitée au Gezira. Dans les premières années du XIXe siècle, le royaume est en proie à des guerres civiles excessives. Le régent Muhammad Adlan, arrivé au pouvoir en 1808 et dont le père avait été assassiné par un chef de guerre de l'époque, réussit à mettre fin à ces guerres et à stabiliser le royaume pendant encore 13 ans.

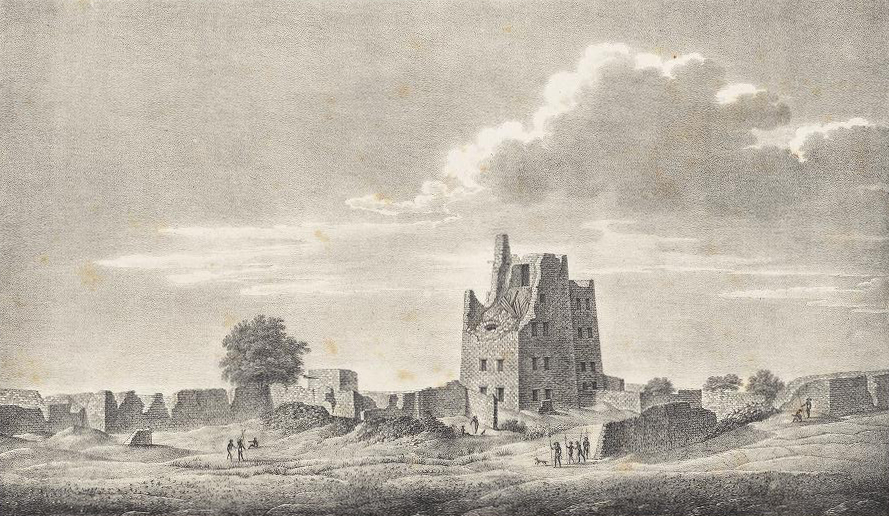
Lors de l'invasion yurco-égyptienne de 1821, le palais de Sennar était déjà en ruines.
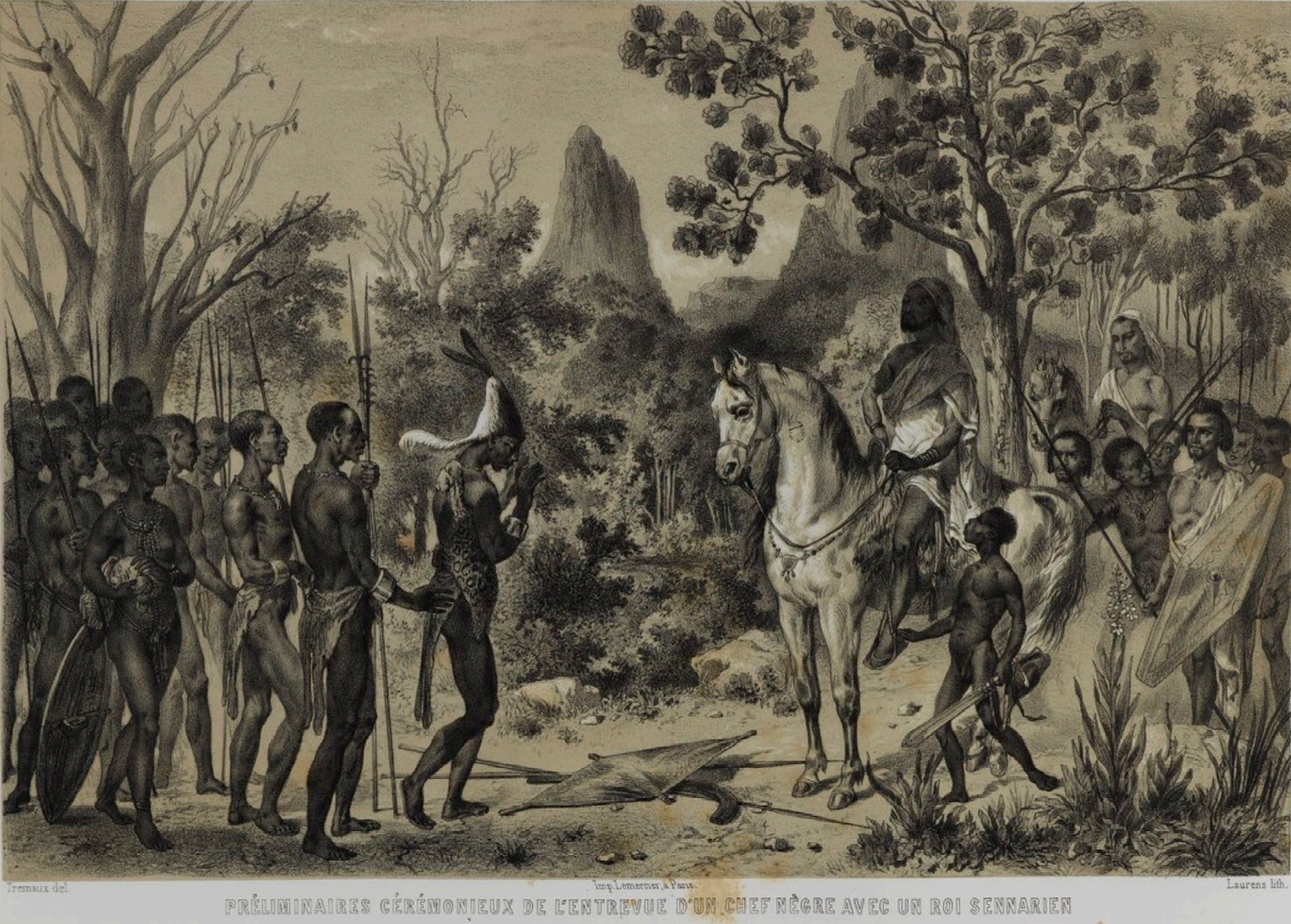
Après la conquête de Sennar, les Funj deviennent des rois vassaux de l'Égypte qui règnent sur les montagnes de la Gezira centrale. Sur cette représentation datant du milieu du XIXe siècle, un roi du Funj (à cheval) rencontre un chef local.

En 1820, Ismail bin Muhammad Ali, général et fils du vassal ottoman Muhammad Ali Pasha, entreprend la conquête du Soudan. Se rendant compte que les Turcs étaient sur le point de conquérir son domaine, Muhammad Adlan se prépare à résister et ordonne de rassembler l'armée au confluent du Nil, mais il tombe dans une embuscade près de Sennar au début de l'année 1821. L'un des meurtriers, un certain Daf'Allah, retourne à la capitale pour préparer la cérémonie de soumission du sultan Badi VII aux Turcs. Les Turcs atteignent le confluent du Nil en mai 1821. Ils remontent ensuite le Nil Bleu jusqu'à Sennar, autrefois réputée pour sa richesse et sa splendeur qui n'est plus qu'un amas de ruines.. Le 12 juin ou le 14 juin ils reçoivent la soumission officielle de Badi VII.

## Gouvernement

### Administration
Les sultans de Sennar étaient étaient assistés car un conseil de 20 anciens qui avaient leur mot à dire dans les décisions de l'État. Au-dessous du roi se trouvaient le ministre principal, l'« amin », et le « jundi », qui supervisait le marché et faisait office de commandant de la police d'État et des services de renseignements. Un autre haut fonctionnaire de la cour était le « sid al-qum », garde du corps royal et bourreau. Lui seul était autorisé à verser le sang royal, car il était chargé de tuer tous les frères d'un roi fraîchement élu afin d'éviter les guerres civiles.
L'État est divisé en plusieurs provinces gouvernées par un « manjil ». Chacune de ces provinces est à nouveau divisée en sous-provinces gouvernées par un 
« makk », chacun d'entre eux étant subordonné à son manjil respectif. Le manjil le plus important était celui des Abdallabs, suivi des Alays au Nil Blanc, des rois de la région du Nil Bleu et enfin des autres. Le roi de Sennar exerçait son influence sur les manjils en les obligeant à épouser une femme du clan royal, qui jouait le rôle d'espion royal. Un membre du clan royal était également toujours assis à leurs côtés, observant leur comportement. De plus, les manjils doivent se rendre chaque année à Sennar pour payer le tribut et rendre compte de leurs actes.
C'est sous le roi Badi II que Sennar devient la capitale  de l'État et que des documents écrits concernant les affaires administratives apparaissent, le plus ancien connu datant de 1654.

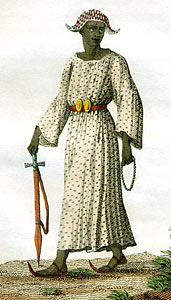
Un manjil de Fazughli.
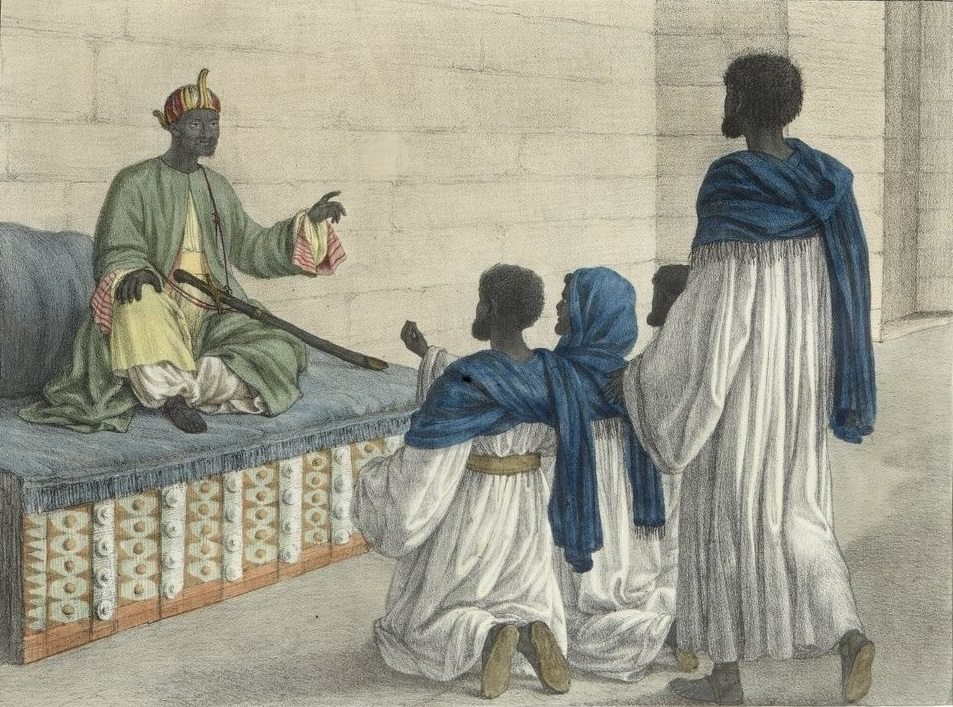
Un roi Funj de Sennar et ses ministres tels qu'ils sont représentés dans un livre de Félix Mengin, 1823.

### Armée
L'armée de Sennar était féodale. Chaque maison noble pouvait aligner une unité militaire dont la puissance était mesurée par ses cavaliers. Les sujets, bien que généralement armés, n'étaient appelés à la guerre qu'en cas d'extrême nécessité. La plupart des guerriers du Funj étaient des esclaves capturés lors de raids annuels d'esclaves appelés « salatiya », visant les non-musulmans apatrides des montagnes Nouba, péjorativement appelés « Fartit ». L'armée était divisée en infanterie, représentée par un fonctionnaire appelé  « muqaddam al-qawawid » , ainsi qu'en cavalerie, représentée par le « muqaddam al-khayl ». Le sultan ne menait que rarement ses armées au combat et désignait plutôt un commandant appelé « amin jaysh al-sultan » pour la durée de la campagne. Les guerriers nomades qui combattaient pour le Funj avaient leur propre chef désigné, l'« aqid ou qa'id ».
L'armement des guerriers du Funj se composait de lances, de couteaux, de javelots, de boucliers en peau et, surtout, de longues épées pouvant être maniées à deux mains. Les armures corporelles étaient composées de cuir ou de matelas et de cotte de mailles, tandis que les mains étaient protégées par des gants de cuir. Les têtes étaient coiffées de casques en fer ou en cuivre. Les chevaux étaient également cuirassés, portant d'épais duvets, des couvre-chefs en cuivre et des plastrons. À la fin du XVIIe siècle, le sultan Badi III tente de moderniser l'armée en important des armes à feu et même des canons, mais ces armes sont rapidement délaissées après sa mort, non seulement parce que les importations sont coûteuses et peu fiables, mais aussi parce que les élites traditionnellement armées craignent pour leur pouvoir. Au début des années 1770, James Bruce remarque que « le sultan n'a pas un seul mousquet dans toute son armée » et 40 ans plus tard, Johann Ludwig Burckhardt note que Mek Nimr, « le seigneur indépendant de Shendi, entretient une petite force d'esclaves armés de mousquets achetés ou volés à des marchands égyptiens. Bien qu'ils soient en mauvais état, leur simple exhibition suffit à semer la terreur parmi les ennemis de Nimr ». En 1820, les Shaiqiya possèdent quelques pistolets et fusils, bien que l'écrasante majorité d'entre eux utilise encore des armes traditionnelles.
Le Funj fait appel à des mercenaires shilluk et dinka.

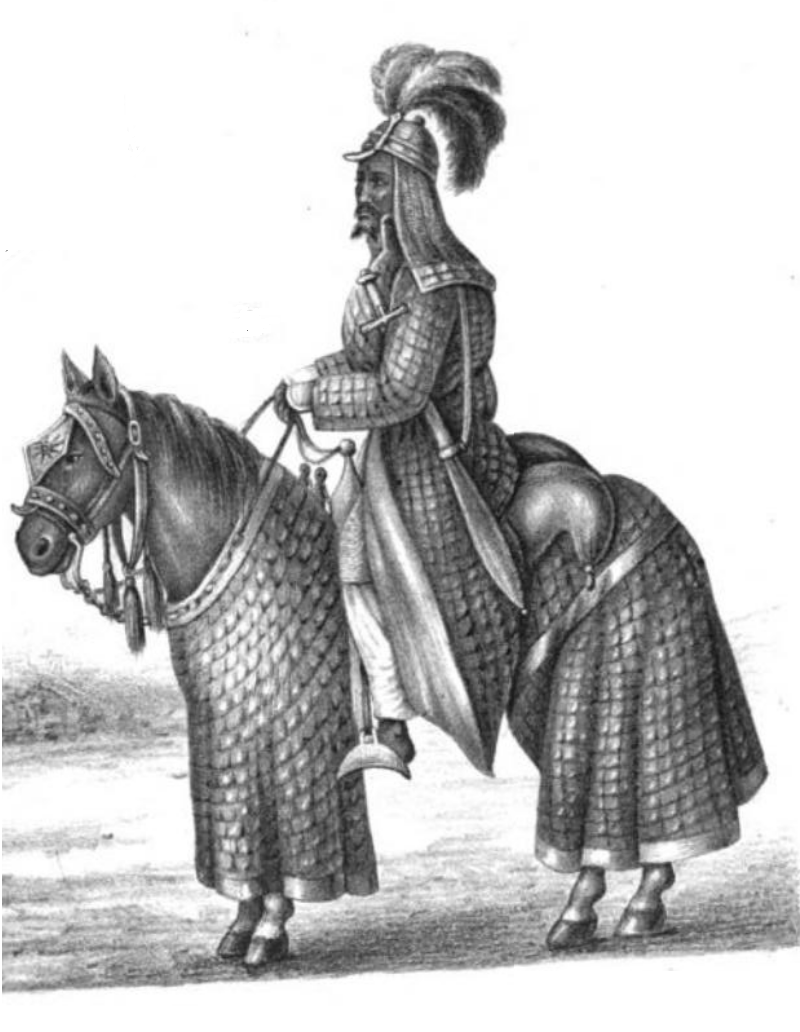
Un cavalier  shukuri en armure en 1879.
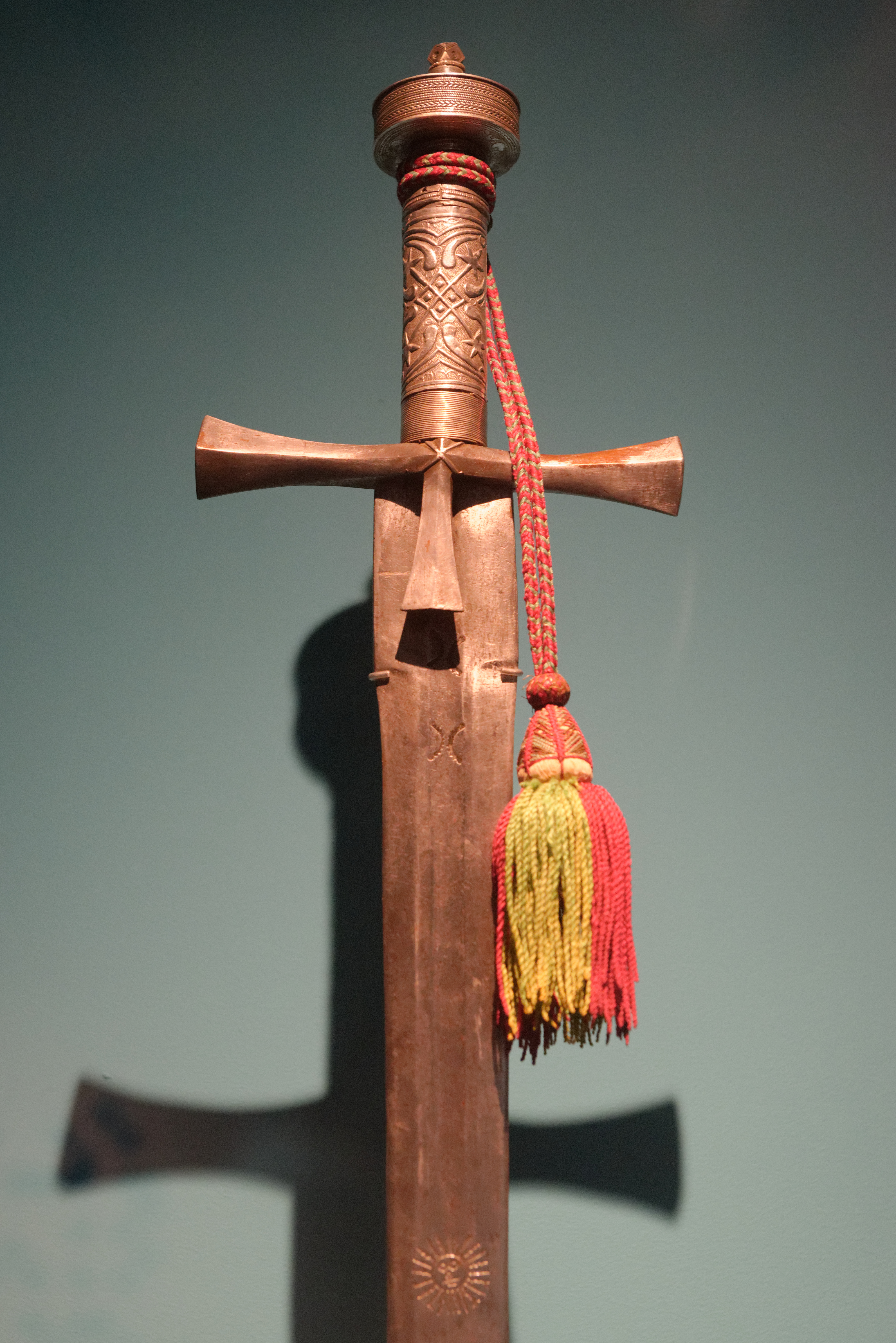
Épée de Nasir ibn Badi IV. Société nationale des antiquités et des musées du Soudan.

## Culture

### Religion

#### L'Islam
Lors de la visite de David Reubeni en 1523, les Funj, à l'origine païens ou chrétiens syncrétiques, s'étaient convertis à l'islam. Ils se sont probablement convertis pour faciliter leur domination sur leurs sujets musulmans et pour faciliter le commerce avec les pays voisins comme l'Égypte. Leur adhésion à l'islam n'était toutefois que nominale et, en fait, le Funj a même retardé l'islamisation de la Nubie, car il a temporairement renforcé les traditions sacrées africaines. La monarchie qu'ils ont instaurée était divine, semblable à celle de nombreux autres États africains : le sultan du Funj avait des centaines d'épouses et passait la majeure partie de son règne dans le palais, isolé de ses sujets et n'entretenant des contacts qu'avec une poignée de fonctionnaires. Les rares fois où il apparaissait en public, il ne le faisait qu'avec un voile et en grande pompe. Le sultan était régulièrement jugé  et, en cas de manquement, pouvait être exécuté. Tous les Funj, mais surtout le sultan, étaient censés capables de détecter la sorcellerie. Les talismans islamiques écrits en sennar étaient censés avoir des pouvoirs spéciaux en raison de leur proximité avec le sultan. Parmi la population, les bases de la foi islamique étaient largement méconnues. Le porc et la bière étaient consommés comme aliments de base dans la majeure partie du royaume, et la mort d'une personne importante était pleurée par des « danses collectives, des automutilations et des roulades dans les cendres du feu de la fête ». Dans certaines régions, les personnes âgées, les infirmes et les personnes considérées comme un fardeau pour leurs parents et amis devaient demander à être enterrés vivants ou éliminés d'une autre manière. À la fin du XVIIe siècle, le sultanat du Funj était encore considéré comme ne suivant pas les « lois des Turcs », c'est-à-dire l'islam. Ainsi, jusqu'au XVIIIe siècle, l'islam n'était pas beaucoup plus qu'une façade.

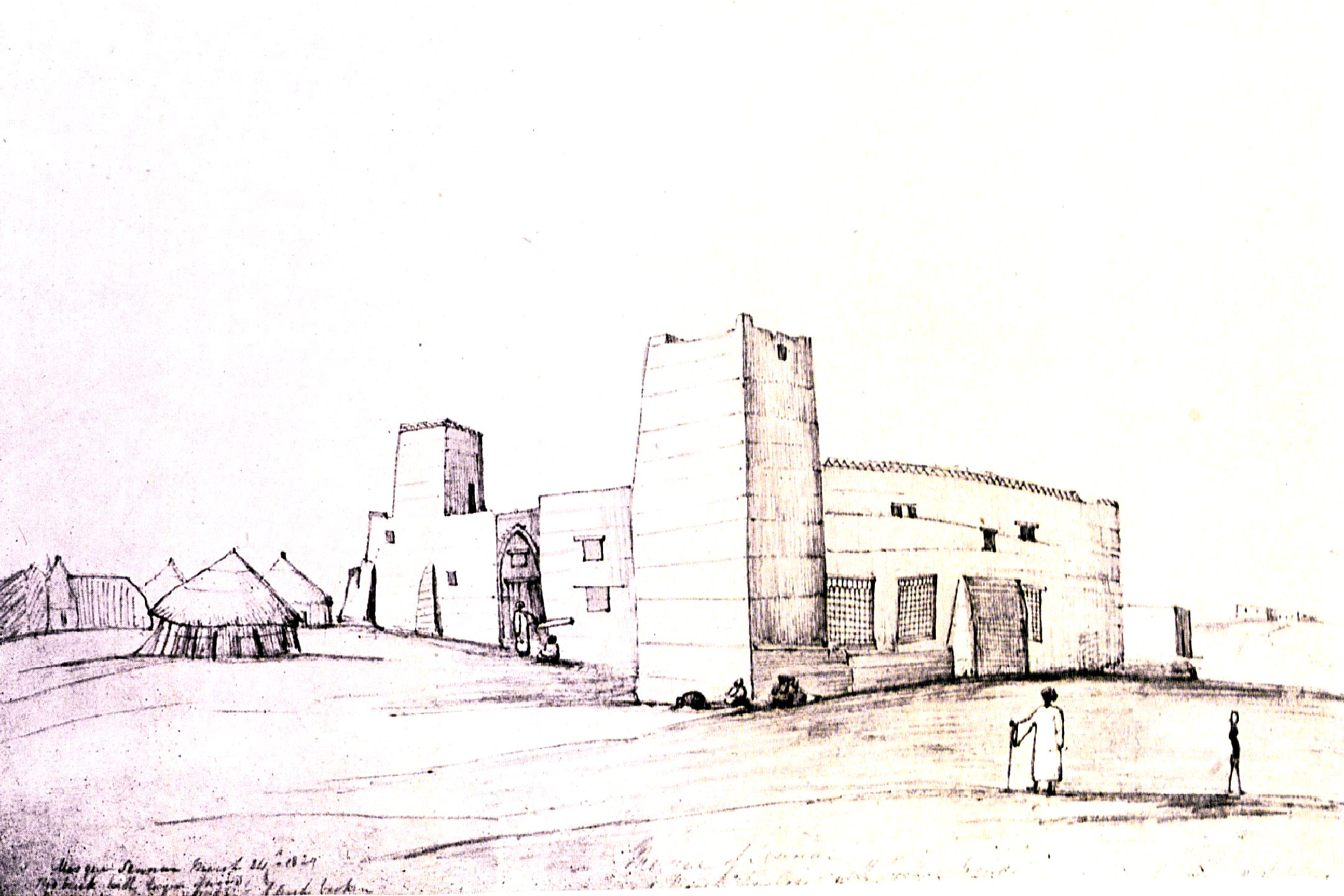
La mosquée de Sennar en 1829.
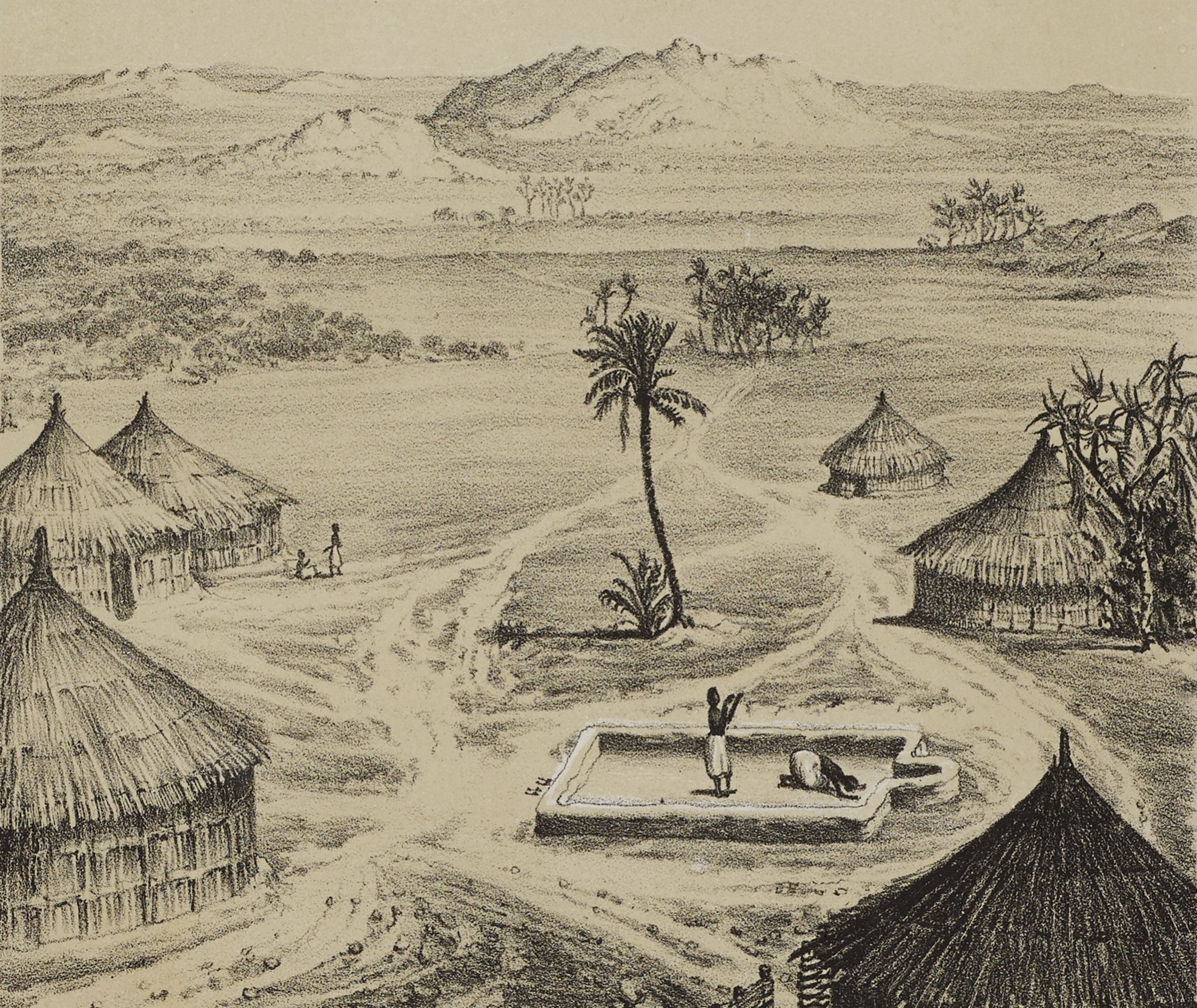
Simple mosquée de village en Haute Nubie, milieu du XIXe siècle.

#### Le christianisme
L'effondrement des États chrétiens de Nubie s'accompagne de l'effondrement des institutions chrétiennes.  La foi chrétienne continue cependant d'exister, bien qu'en déclin progressif. Au XVIe siècle, une grande partie de la population de Nubie est encore chrétienne. Dongola, ancienne capitale et centre chrétien du royaume de Makurie, aurait été islamisée au tournant du XVIe siècle, bien qu'une lettre franciscaine confirme l'existence d'une communauté immédiatement au sud de Dongola pratiquant un « christianisme avili » jusqu'en 1742. Selon le récit de Poncet de 1699, les musulmans réagissaient à la rencontre de chrétiens dans les rues de Sennar en récitant la Shahada.  La région de Fazughli semble avoir été chrétienne au moins pendant une génération après sa conquête en 1685 ; une principauté chrétienne est mentionnée dans la région en 1773. Les Tigres du nord-ouest de l'Érythrée, qui faisaient partie de la confédération Beni Amer, sont restés chrétiens jusqu'au XIXe siècle. Les rituels issus des traditions chrétiennes ont survécu à la conversion à l'islam et étaient encore pratiqués jusqu'au XXe siècle.

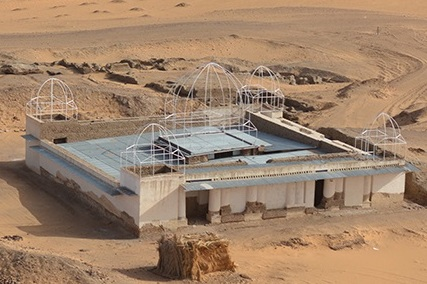
L'église de Banganarti (XIe siècle), anciennement l'un des plus importants centres de pèlerinage de la Nubie chrétienne, est restée un lieu de culte et d'habitation jusqu'à la fin du XVIe siècle.

À partir du XVIIe siècle, des groupes chrétiens étrangers, principalement des marchands, sont présents à Sennar, notamment des Coptes, des Éthiopiens, des Grecs, des Arméniens et des Portugais. Le sultanat sert également de station pour les chrétiens éthiopiens se rendant en Égypte et en Terre sainte, ainsi que pour les missionnaires européens se rendant en Éthiopie.

#### Langues
À l'époque chrétienne, les langues nubiennes étaient parlées dans la région allant d'Assouan au nord jusqu'à un point indéterminé au sud du confluent du Nil Bleu et du Nil Blanc ; elles sont restées importantes pendant la période du Funj, mais ont été progressivement supplantées par l'arabe, processus achevé dans le centre du Soudan au XIXe siècle.
Après la conversion du Funj à l'islam, l'arabe devient la « lingua franca » de l'administration et du commerce, tout en étant utilisé comme langue de la religion. Alors que la cour royale continue pendant un certain temps à parler sa langue pré-arabe, vers 1700, la langue de communication à la cour devient l'arabe. Au XVIIIe siècle, l'arabe devient la langue écrite de l'administration de l'État. En 1821, lors de la chute du royaume, certains nobles provinciaux ne parlent pas encore l'arabe. Evliya Çelebi (XVIIe siècle) et Joseph Russegger (en) (milieu du XIXe siècle) ont décrit une langue pré-arabe dans le cœur du Funj. Çelebi a fourni une liste de chiffres ainsi qu'un poème, tous deux écrits en caractères arabes ; les chiffres sont clairement kanouri, tandis que la langue utilisée pour le poème n'a pas été identifiée.  Russegger a déclaré qu'une langue fungi, ressemblant au nubien et ayant absorbé de nombreux mots arabes, était parlée jusqu'à Khartoum, au nord, bien que déjà réduite à un rôle secondaire par rapport à l'arabe. Au Kordofan, le nubien était encore parlé comme langue principale ou au moins secondaire jusque dans les années 1820 et 1830.

#### Le commerce
Sous le règne du sultan Badi III, à la fin du XVIIe et au début XVIIIe siècle, la capitale prospère et cosmopolite de Sennar est décrite comme « proche d'être la plus grande ville commerciale de toute l'Afrique ».  La richesse et le pouvoir des sultans reposent sur le contrôle de l'économie. Toutes les caravanes étaient contrôlées par le monarque, de même que les réserves d'or qui constituaient la principale monnaie de l'État. D'importants revenus provenaient des droits de douane prélevés sur les routes caravanières menant à l'Égypte et aux ports de la mer Rouge, ainsi que sur le trafic de pèlerinage en provenance du Soudan occidental. À la fin du XVIIe siècle, le Funj a commencé à commercer avec l'Empire ottoman. À la fin du XVIIe siècle, avec l'introduction de la monnaie, un système de marché non réglementé s'est installé et les sultans ont perdu le contrôle du marché au profit d'une nouvelle classe moyenne marchande. Les devises étrangères ont été utilisées par les marchands, ce qui a mis fin au pouvoir du monarque qui contrôlait l'économie. Le commerce florissant crée une classe aisée de marchands instruits et lettrés, qui lisent l'islam et s'inquiètent du manque d'orthodoxie dans le royaume. Le sultanat fait également de son mieux pour monopoliser le commerce des esclaves vers l'Égypte, notamment par le biais de la caravane annuelle qui transporte jusqu'à un millier d'esclaves. Ce monopole connaît son plus grand succès au XVIIe siècle, bien qu'il fonctionne encore dans une certaine mesure au XVIIIe siècle.

## Les souverains
Les souverains de Sennar portaient le titre de Mek (sultan). Leurs numéros de règne varient d'une source à l'autre,.
- Amara Dunqas 1503-1533/4 (940 H)
- Nayil 1533/4 (940 H) - 1550/1 (957 H)
- Abd al-Qadir Ier 1550/1 (957 H) - 1557/8 (965 H)
- Abu Sakikin 1557/8 (965 H) - 1568
- Dakin 1568-1585/6 (994 H)
- Dawra 1585/6 (994 H) - 1587/8 (996 H)
- Tayyib 1587/8 (996 H) - 1591 H
- Unsa I 1591-1603/4 (1012 de l'Hégire)
- Abd al-Qadir II 1603/4 (1012 H) -1606
- Adlan I 1606-1611/2 (1020 de l'Hégire)
- Badi Ier 1611/2 (1020 H) - 1616/7 (1025 H)
- Rabat Ier 1616/7 (1025 H) - 1644/5
- Badi II 1644/5-1681
- Unsa II 1681-1692
- Badi III 1692-1716
- Unsa III 1719-1720
- Nul 1720-1724
- Badi IV 1724-1762
- Nasir 1762-1769
- Isma'il 1768-1776
- Adlan II 1776-1789
- Awkal 1787-1788
- Tayyib II 1788-1790
- Badi V 1790
- Nawwar 1790-1791
- Badi VI 1791-1798
- Ranfi 1798-1804
- Agban 1804-1805
- Badi VII 1805-1821

Régents Hamaj
- Muhammad Abu Likayik - 1769-1775/6
- Badi walad Rajab - 1775/6-1780
- Rajab 1780-1786/7
- Nasir 1786/7-1798
- Idris wad Abu Likayik - 1798-1803
- Adlan wad Abu Likayik - 1803
- Wad Rajab - 1804-1806

## Cartes

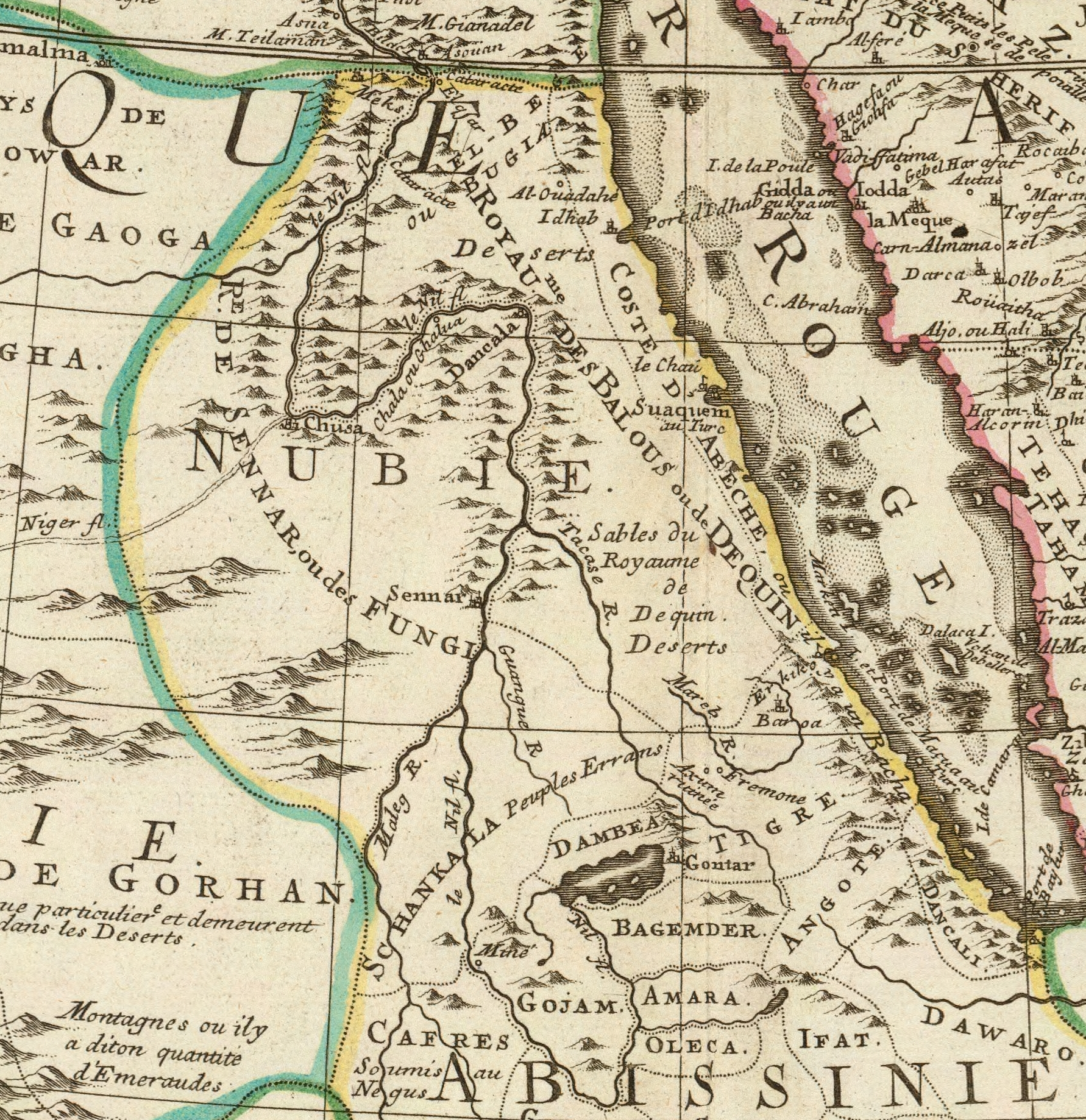
Carte par Guillaume Delisle (1701).
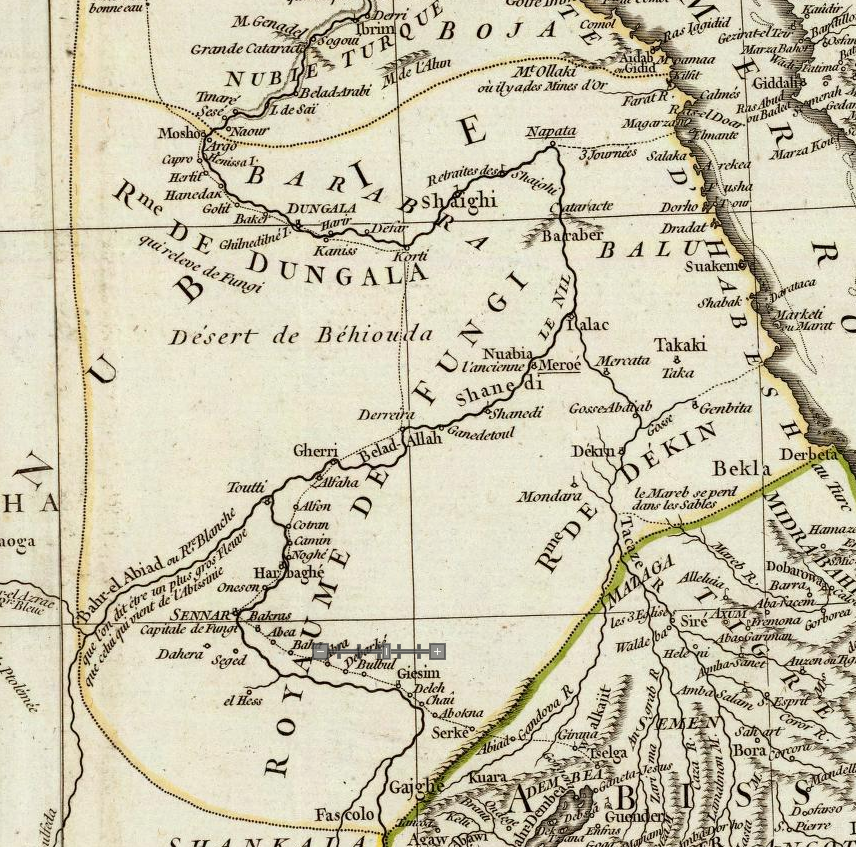
Carte par Jean-Baptiste Bourguignon d'Anville (1749).
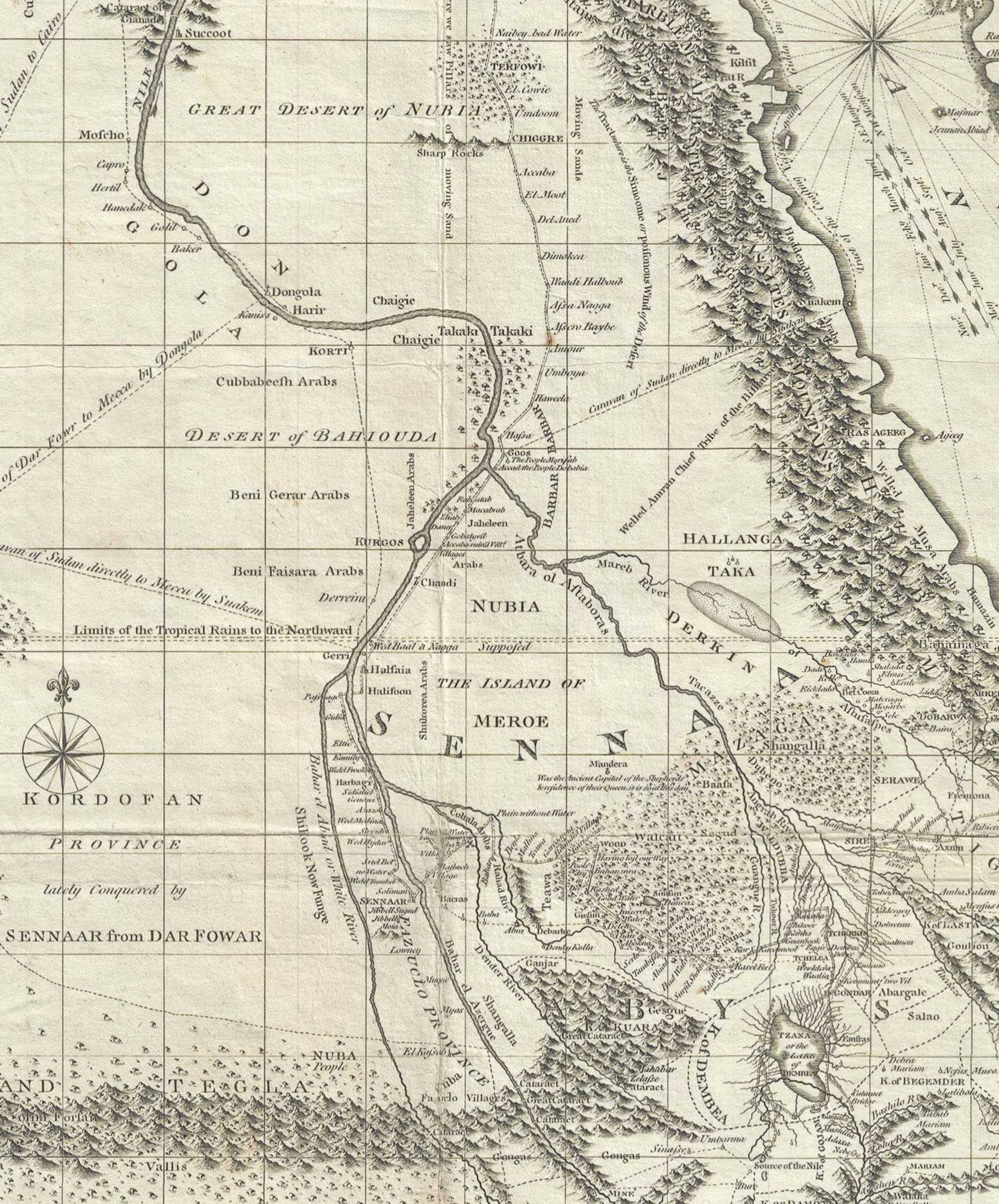
Carte par James Bruce, qui a parcouru le pays au début des années 1770.